# Haida (Röderland)

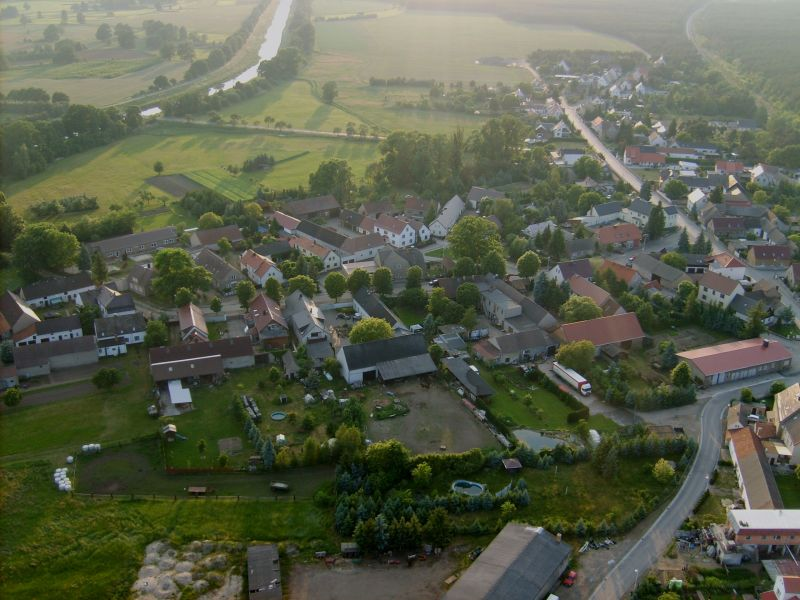
Haidaer Ortskern

Haida ist seit dem 26. Oktober 2003 ein Ortsteil der Gemeinde Röderland im südbrandenburgischen Landkreis Elbe-Elster und im Naturpark Niederlausitzer Heidelandschaft.
Der urkundlich im Jahre 1443 erstmals erwähnte Ort gehörte zum Herrschaftsgebiet von Würdenhain, das später der benachbarten Herrschaft Mühlberg angegliedert wurde. Wenige Jahrzehnte nach der Entstehung des Amtes Mühlberg kam es 1564 zu einem letztlich erfolglosen Aufruhr der Bauern aus Haida, Würdenhain, Prieschka und Reichenhain gegen den Mühlberger Amtsvogt Fuchs, der mit Verhaftungen und Gerichtsbußen endete.
Ab dem Ende des 19. Jahrhunderts prägten Haida, wo einst auch Weinbau betrieben wurde, vor allem die dort entstandenen Forstbaumschulen, denen bald zahlreiche Baumschulen im Altkreis Liebenwerda folgten. Die Haidaer Kieswerke entstanden 1890 mit dem Bau einer Ziegelei. Sie bauen die reichen Kies- und Sandvorkommen im nördlichen Teil der Gemarkung ab und sind zusammen mit einem benachbarten, an der Bundesstraße 101 gelegenen 27 Hektar großen Gewerbegebiet ein wichtiger Wirtschaftsfaktor des Ortes und der Gemeinde Röderland.

## Geografie

### Geografie und Naturraum

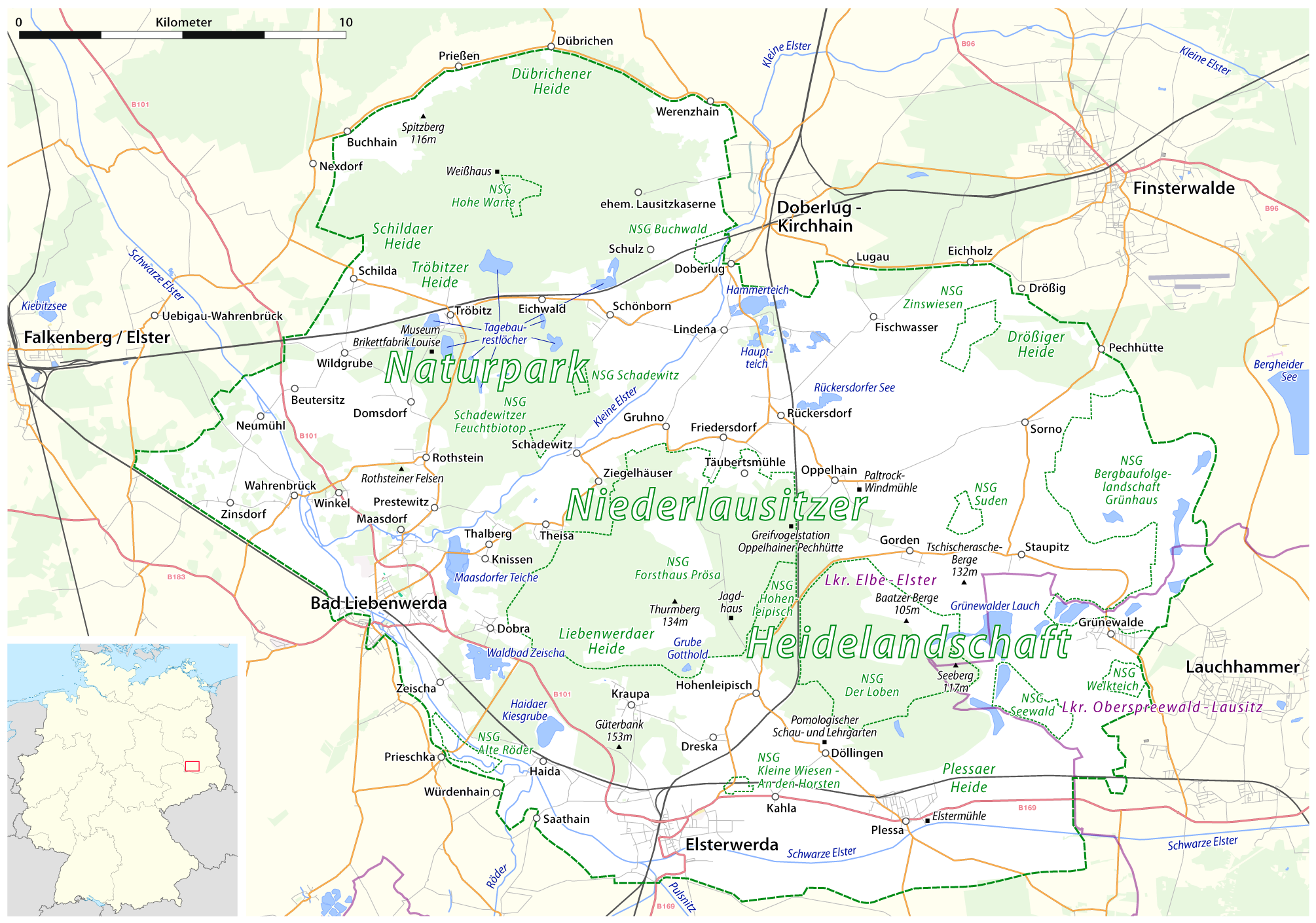
Naturpark Niederlausitzer Heidelandschaft

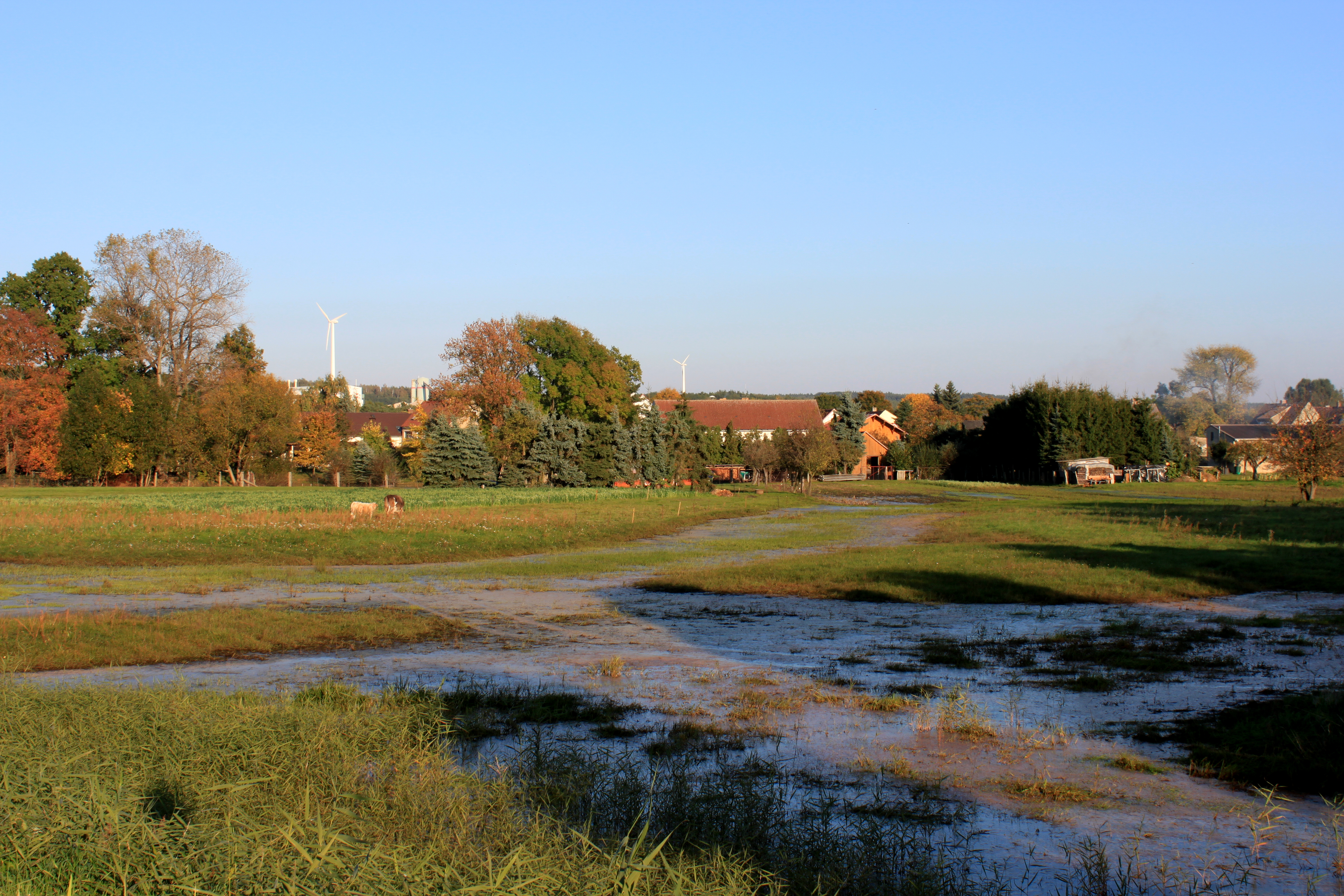
Durch Hochwasser der Schwarzen Elster überschwemmte Wiese im Landschaftsschutzgebiet Elsteraue

Haida ist der nördlichste Ortsteil der Gemeinde Röderland. Der Verwaltungssitz Prösen liegt etwa acht Kilometer südöstlich des Dorfes. Der Ort liegt rechtsseitig der Schwarzen Elster gegenüber der Mündung der Großen Röder. Dort mündet außerdem der Plessa-Haidaer Binnengraben in den Fluss.
Das Dorf liegt im Breslau-Magdeburger Urstromtal, das wenige Kilometer östlich in der Niederung des Schradens zwischen Elsterwerda und Merzdorf mit sieben Kilometer Breite seine engste Stelle erreicht und dann nach Nordwesten schwenkt. Nordöstlich des Ortes erhebt sich die zur Hohenleipisch-Plessaer Endmoräne gehörende Güterbank. Sie ist mit 153 m ü. NN die höchste Erhebung rechtsseitig der Schwarzen Elster und im Naturpark Niederlausitzer Heidelandschaft. Die landschaftsprägenden Oberflächenformen dieses Gebietes entstanden vor allem in der Saalekaltzeit vor 230.000 bis 130.000 Jahren. Im südlich vorgelagerten Sander der Hohenleipisch-Plessaer Endmoräne sind saalekaltzeitliche Sande, kiesige Sande und Kiese zu finden, die sich durch Reinheit und hohe Homogenität auszeichnen und in Haida seit etwa einem Jahrhundert industriell abgebaut werden. Die entstandene Kiesgrube, die sich nördlich der Haidaer Ortslage befindet, hat inzwischen eine Tiefe von etwa 25 Metern.
Teile des Dorfes sind Bestandteil des etwa 6011 Hektar großen Landschaftsschutzgebietes Elsteraue, das in drei ökologische Raumeinheiten aufgeteilt ist. Das Teilgebiet Elsteraue II befindet sich im Bereich von Haida. Einer der Zwecke des Landschaftsschutzgebietes ist „die Erhaltung des Gebietes wegen seiner besonderen Bedeutung für die naturnahe Erholung im Bereich des Kurortes Bad Liebenwerda.“ Außerdem ist Haida vom Naturpark Niederlausitzer Heidelandschaft umgeben, der ein 484 Quadratkilometer großes Gebiet im Landkreis Elbe-Elster und im Landkreis Oberspreewald-Lausitz umfasst. Sein Kernstück, das Naturschutzgebiet Forsthaus Prösa mit einem der größten zusammenhängenden Traubeneichenwälder Mitteleuropas, befindet sich nordöstlich der Bundesstraße 101 in der einstigen Liebenwerdaer Heide. Südwestlich des Ortes erstreckt sich entlang des Flusslaufs der Alten Röder zwischen Würdenhain und Prieschka das etwa 80 Hektar große Naturschutzgebiet Alte Röder. Sein Schutzzweck besteht unter anderem in der Erhaltung und Entwicklung dieses Gebietes als Lebensraum des Elbebibers und anderer existenzbedrohter Tierarten. Die 1981 unter Naturschutz gestellte Röderniederung beherbergt eines der beständigsten Vorkommen des vom Aussterben bedrohten Elbebibers, der dort bereits vor dem Zweiten Weltkrieg nachgewiesen wurde.

### Klima
Die Elsterwerda–Herzberger Elsterniederung, in der sich große Teile Haidas befinden, liegt im sogenannten Schwarze-Elster-Bezirk des Binnenlandklimas, jedoch ist ein Übergang zum Kontinentalklima spürbar. Die regionalen Klimaelemente sind gering ausgeprägt und werden im Wesentlichen durch die Besonderheiten des nach Ost-West orientierten Reliefs des Breslau-Magdeburger Urstromtals und die es im Norden und Süden begrenzenden Höhenzüge der Endmoränen bestimmt. Dabei übt die Hohenleipisch-Plessaer Endmoräne eine gewisse Regenschattenwirkung auf die südlich von ihr liegenden Niederungsbereiche aus.
Der Monat mit den geringsten Niederschlägen ist der Februar, der niederschlagsreichste der Juli. Die mittlere jährliche Lufttemperatur beträgt an der 20 Kilometer nördlich gelegenen Wetterstation Doberlug-Kirchhain 8,5 °C. Dabei beträgt die Jahresschwankung zwischen dem kältesten Monat Januar und dem wärmsten Monat Juli 18,4 °C.
|                   | Jan | Feb | Mär | Apr | Mai | Jun | Jul | Aug | Sep | Okt | Nov | Dez |   |     |
|                   |     |     |     |     |     |     |     |     |     |     |     |     |   |     |
| Niederschlag (mm) | 37  | 33  | 34  | 45  | 54  | 70  | 72  | 66  | 48  | 49  | 41  | 48  | Σ | 597 |

|  |

|  |

|  |

|  |

|  |

|  |

|  |

|  |

|  |

|  |

|  |

|  |

|  |

|  |

|  |

|  |

|  |

|  |

|  |

|  |

|  |

|  |

|  |

|  |

## Geschichte

### Von der Ersterwähnung bis zum Dreißigjährigen Krieg

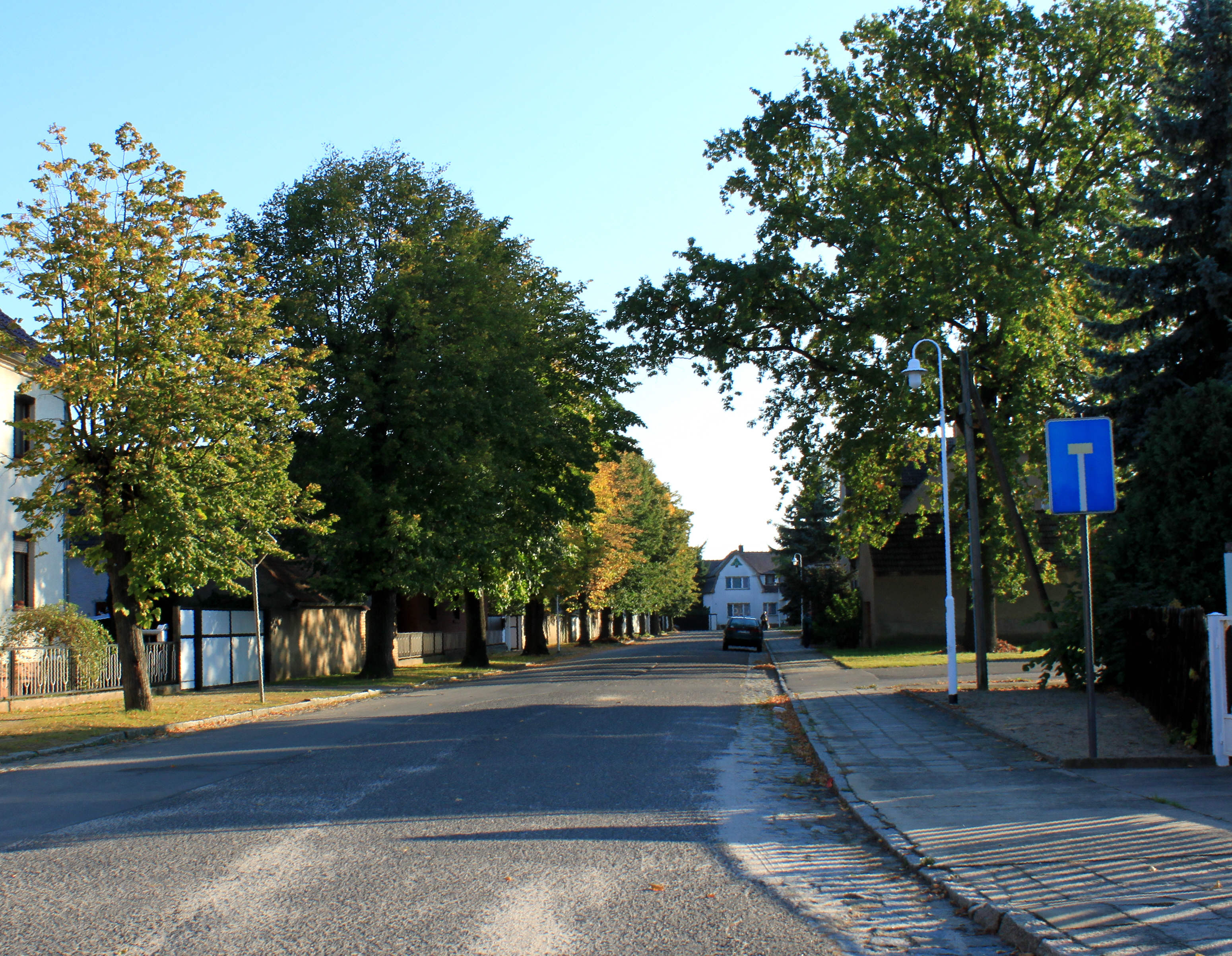
Dorfplatz

Haida wurde 1443 urkundlich erstmals als Heide erwähnt. Eine behauptete Erwähnung im Jahr 1251 konnte nicht bestätigt werden. Weitere Namensformen waren 1463 Heidedorff, 1484 und 1486 die Heide, 1540 Heide, 1550 Heidaw, 1572 Heida(w), 1590 Heyda und 1617 Heida. Der Name Heyde stammt aus dem Mittelhochdeutschen und bedeutet so viel wie ebenes, unbebautes Land. Jedoch wird in manchen Gegenden auch unfruchtbarer, unbebaubarer Boden mit dem Begriff verbunden. In Norddeutschland und Teilen Sachsens verwendet man den Begriff als Synonym für Wald. Daher ist eine Interpretation des Ortsnamens als Ansiedlung im Walde oder am Waldrand wahrscheinlich.
Das Dorf entstand im früher vielarmigen Flussgebiet der Schwarzen Elster um einen immer noch erkennbaren dreieckigen Dorfanger. Es dürfte ähnlich wie die benachbarten Orte Würdenhain und Reichenhain um 1200 gegründet worden sein. Haida gehörte zur Herrschaft Würdenhain, zu der neben Haida und Würdenhain auch die benachbarten Gemeinden Reichenhain, Prieschka und Oschätzchen sowie den alten Kirchspielgrenzen nach ursprünglich wohl auch Kosilenzien und Kröbeln gehörten. Im Jahr 1442 wurde die Herrschaft Würdenhain allerdings auf Befehl des sächsischen Kurfürsten Friedrich des Sanftmütigen aufgelöst und der benachbarten Herrschaft Mühlberg angeschlossen, da sich der Würdenhainer Schlossherr Hans Marschalk des Landfriedensbruches schuldig gemacht hatte. Im folgenden Jahr kam das Gebiet durch Tausch- und Kaufgeschäfte an den böhmischen Adligen Hinko Birke von der Duba.
Ab 1520 gehörte Haida dem Amt Mühlberg an, dem das einstige Würdenhainer Herrschaftsgebiet angegliedert wurde und wohin fortan Steuern und Frondienste zu leisten waren.
Die Bewohner des Ortes waren nach Würdenhain eingepfarrt. Sie nahmen während der Reformation im Jahre 1541 den evangelischen Glauben an. Der bisherige aus Prieschka stammende katholische Pfarrer Thomas Bantzer weigerte sich allerdings, den lutherischen Glauben anzunehmen, errichtete sich auf dem Würdenhainer Pfarrgut ein Häuschen und entsagte seinem Amte. Zu Himmelfahrt 1541 wurde der erste lutherische Pfarrer in Würdenhain ordiniert.

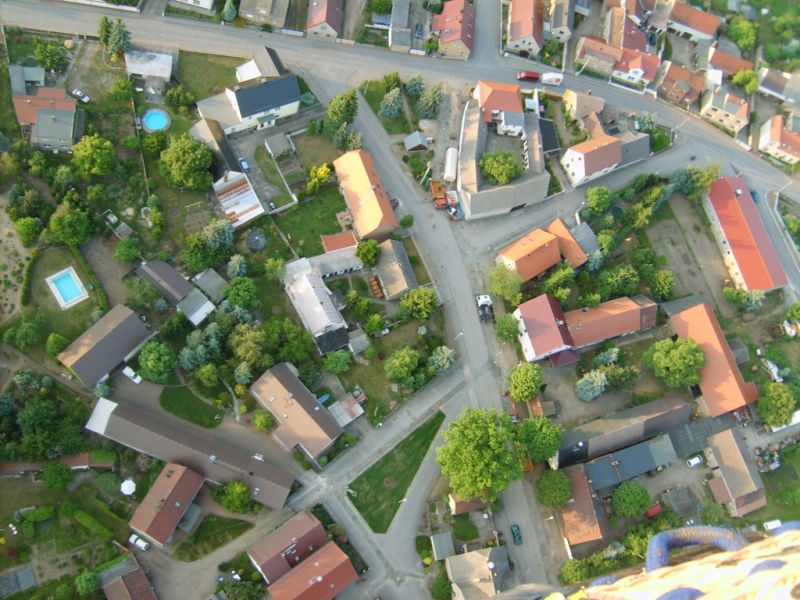
Haidaer Ortsmitte mit Teilen des alten Dorfangers

Wenige Jahrzehnte später kam es 1564 zu einem Aufruhr der Bauern aus Haida, Würdenhain, Prieschka und Reichenhain gegen den Mühlberger Amtsvogt Fuchs. Nach einer Versammlung in Würdenhain, wo aus Haida Hans Dietrich erschienen war, legten sie ihre Beschwerden in einem Schriftstück Die 10 Klageartikel der Dorfschaften Werdenhayn und Heide nieder und leiteten es über den Amtmann nach Dresden. Da die Bauern aber dem Dienstweg nicht trauten, schickten sie eine zweite Ausfertigung direkt an den Kurfürsten „zu seinen selbstigen Händen“. Sie beschwerten sich unter anderem über die Beeinträchtigung der Fischerei und der Forstnutzungsrechte und über geschmälerten Lohn beim Schlossbau in Mühlberg. Da man das Vorgehen der Bauern als gefährlich und strafwürdig ansah, ordnete Dresden daraufhin zunächst Nachforschungen nach den „Rehdelsführern“ an. In einem vom 24. Juni 1564 stammenden Bericht des Amtmanns stand dann, dass die Haidaer ihm bezeugt hatten, von den Würdenhainern verführt worden zu sein. Sie wollten sich aber mit dem Amte vertragen. Der Würdenhainer Kretzschmann Hans Bräunig, Erbrichter und zugleich Wortführer der Bauern sowie Hans Dietrich wurden zunächst verhaftet. Sie und einige andere beteiligte Bauern wurden später mit Gerichtsbußen belegt.
Im Jahre 1589 zählte Haida etwa 60 Einwohner mit einem Richtergut, zehn Gehöften und zwei Häuslern. Die Kinder schickten die Haidaer damals nach Würdenhain zur Schule. Dort wurden sie um 1598 von Martinus Thymig, einem Schneider, unterrichtet. Dazu mussten sie mit dem Kahn über die Schwarze Elster setzen, da um diese Zeit nur eine Furt, aber noch keine Brücke über den Fluss führte. Thymig, der in Würdenhain das Amt des Küsters innehatte, beschwerte sich während einer Visitation über den schlechten Zustand seines Hauses. Da es keine Feuermauer gab, sei das Einheizen sehr gefährlich und der Rauch verderbe ihm alle Geräte und Bücher.
Als 1618 der Dreißigjährige Krieg begann, brachte er für die gesamte Region viel Elend und Plünderungen von durchziehenden Truppen. Das Dorf Haida traf es besonders im Januar des Jahres 1637, als die Scharen des schwedischen Generals Johan Banér ihr Winterquartier bis zum Frühsommer in Torgau bezogen. Sie durchstreiften das angrenzende Elbe-Elster-Gebiet, plünderten die Orte und setzten sie in Brand. Im Jahr 1652 waren von den einst elf Bauernhöfen nur zwei steuerfähig. Die restlichen Höfe lagen immer noch wüst. Bis zum Jahre 1677 konnten in Haida noch nicht alle Grundstücke wieder besetzt werden. Einzelne Nachrichten über die Wiederbesetzung der Höfe sind aus den Jahren 1652 und 1672 überliefert. Martin Thiemig, der das Richteramt in Haida innehatte, soll 1651 das Erbrichtergut von Hans Böhmichen am Dorfplatz 13/15 übernommen haben.

### Haidaer Weinbau

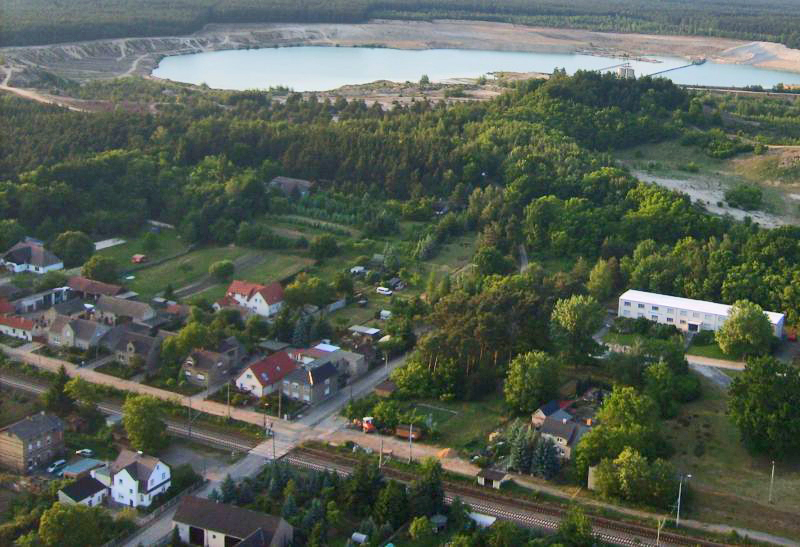
Das einstige Haidaer Weinbaugebiet

„Biehlscher Wein und Heedscher Most zieh’n den Mund von West nach Ost“ ist in der Haidaer Umgebung ein bekanntes Sprichwort. Wie im sich östlich anschließenden Biehla, wo der Weinbau bis in das 16. Jahrhundert zurückgeht, sowie den benachbarten Orten Theisa, Dobra, Liebenwerda (bzw. Weinberge) und Prestewitz, betrieb man auch in Haida vor allem im Norden des Dorfes Weinbau von dem in der Gegenwart noch eine Straße nördlich der Bahnstrecke Węgliniec–Roßlau mit dem Namen „Weinberg“ zeugt. Das Prieschkaer Gut übernahm im Jahre 1673 das über zweiunddreißig Jahre wüst gelegene Grundstück, heute Weinberg 10, das sich im Besitz des Forst- und Wildmeisters Friedrich Sieber befand. Das Gut errichtete dort ein Winzerhaus und beschäftigte eigene Winzer. Auch eine Karte von Peter Schenk aus dem Jahr 1752 weist Haida als amtssässiges einfaches Bauerndorf mit einem Weinberg aus. Und ein Beitrag in der heimatkundlichen Beilage des Liebenwerdaer Kreisblattes „Die Schwarze Elster“ nennt Haida im Jahre 1906 als einen der letzten Ortes des Kreises, wo noch Weinbau zu finden sei.

### Vom Wiener Kongress bis zur Bodenreform

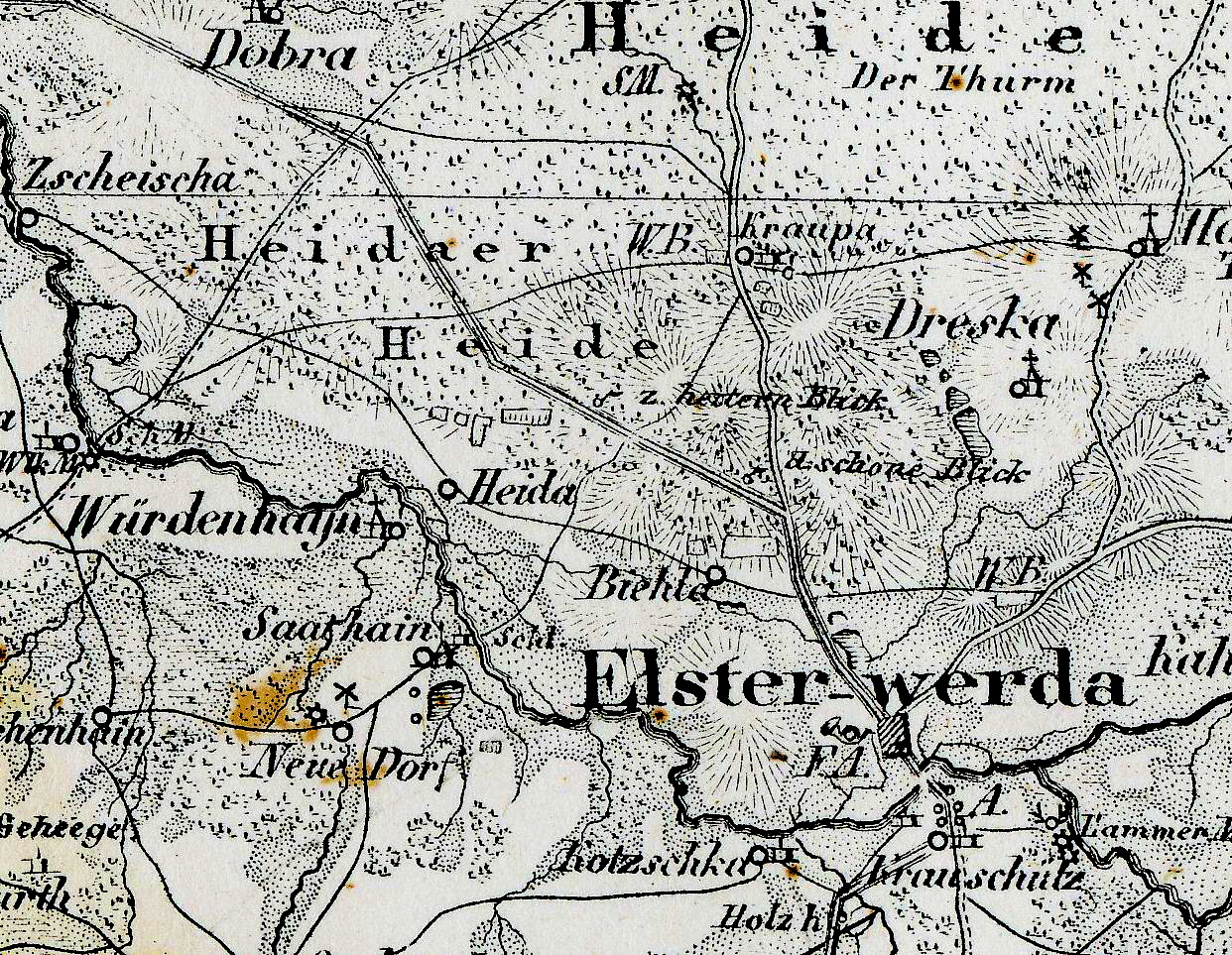
Lage der Gemeinde Haida mit der Haidaer Heide im Kreis Liebenwerda in der Mitte des 19. Jahrhunderts.

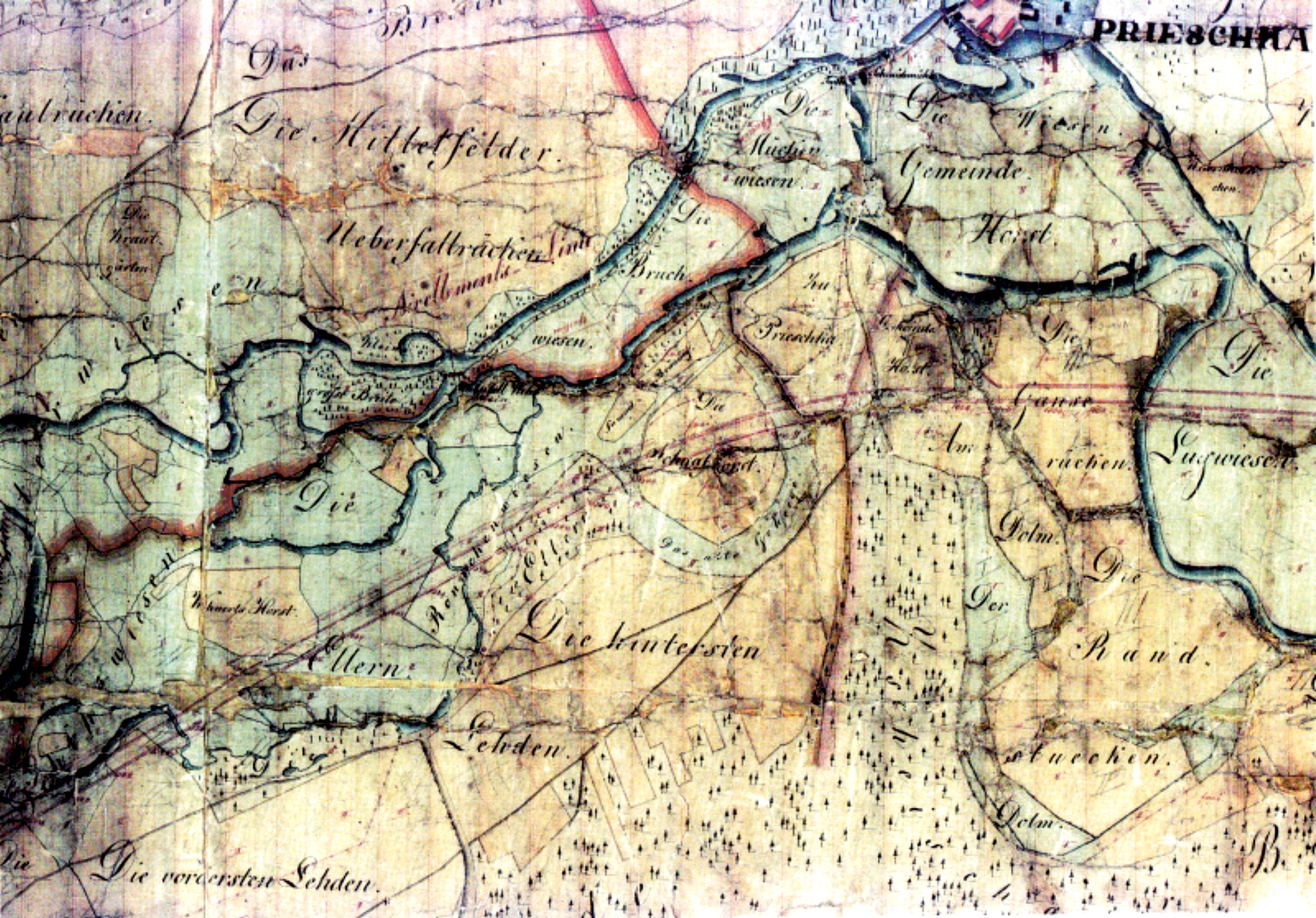
Lauf der Schwarzen Elster zwischen Haida, Würdenhain und Prieschka um 1850

Nach den Bestimmungen des Wiener Kongresses 1815 gelangte Haida vom Königreich Sachsen zum Regierungsbezirk Merseburg der preußischen Provinz Sachsen und es entstand 1816 der Kreis Liebenwerda, in dem ein großer Teil des Amtes Mühlberg, das Amt Liebenwerda sowie Teile des Amtes Großenhain aufgingen.
Nördlich von Haida führt die heutige Bundesstraße 101 am Ort vorbei. Der Abschnitt im Bereich des Ortes wurde 1827 mit Streckenbegradigungen ausgebaut. Die Straße war bis zum Bau der Autobahn 113 im Jahre 1935 die wichtigste Straßenverbindung zwischen der Reichshauptstadt Berlin und Dresden. Zu dieser Zeit benutzte wöchentlich dreimal die Schnellpost die Straße. An der Haidaer Flurgrenze wurde 1847 ein inzwischen nicht mehr bestehendes Gasthaus Zum heiteren Blick errichtet, bei dem es zu einem Todesfall beim Brunnenbau kam.
Nachdem die preußische Provinzialregierung bereits 1817 versucht hatte, Pläne für eine Regulierung der Schwarzen Elster zu entwickeln, ließ man schließlich den Fluss von 1830 bis 1834 vermessen. Im April des Jahres 1852 wurde der Verband zur Regulierung der Schwarzen Elster gegründet und am 10. Mai 1852 begannen vom wenige Kilometer flussabwärts gelegenen Zeischa aus zunächst in Richtung Haida/Würdenhain Bauarbeiten zur Regulierung des Gewässers. Der Fluss, der bis dahin aus zahlreichen Fließen bestand, erhielt bis 1863 unter Einsatz von zeitweise bis zu 1.200 Arbeitern auf einer Länge von etwa 90 Kilometern sein heutiges Bett und wurde eingedeicht. Er ist einer der am meisten eingeengten Flüsse Mitteleuropas.
Die beginnende Industrialisierung der Elbe-Elster-Region in der Mitte des 19. Jahrhunderts hatte auch Einfluss auf die weitere Entwicklung der Gemeinde Haida. Am 1. Juni 1874 wurde die Oberlausitzer Eisenbahn von Kohlfurt über Biehla bis Falkenberg/Elster (Bahnstrecke Węgliniec–Roßlau) übergeben. Ein Jahr darauf begann der Bauer Traugott Schmidt die erste Kiefernpflanzenzucht. Er legte damit den Grundstein für die in Haida ansässigen Forstbaumschulen. In der Folgezeit entwickelte sich der Ort vor allem entlang der Bahnstrecke und an der Ortsverbindungsstraße von Elsterwerda nach Bad Liebenwerda, so dass die Haidaer Ortslage nahezu nahtlos in die östlich benachbarte Biehlaer übergeht.
Kurz nach der Jahrhundertwende wurde im Zuge von Straßenbauarbeiten von 1906 bis 1907 eine dreibogige Betonbrücke mit zwei Pfeilern über die Schwarze Elster errichtet. Vorher konnten die Röder und die Schwarze Elster nur an Furten sowie zu Fuß über Stege passiert werden. Bei Hochwasser verkehrte ein sogenanntes „Schulschiff“, das die Haidaer Kinder zur Würdenhainer Schule übersetzte. Gegen Ende des Zweiten Weltkrieges wurde die Elsterbrücke am 22. April 1945 zerstört, um den Einmarsch der vorrückenden Truppen der Roten Armee zu verhindern.
Der 587 Hektar umfassende Grundbesitz des zum Saathainer Schloss gehörenden Rittergutes wurde im Rahmen der Bodenreform in der Sowjetischen Besatzungszone aufgeteilt. Dabei entfielen 489,91 Hektar auf insgesamt 281 Personen in den umliegenden Gemeinden Haida (72,83 ha), Reichenhain (124,80 ha), Saathain (181,33 ha), Stolzenhain (30,11 ha), Würdenhain (78,80 ha) und Kröbeln (2,04 ha).

### Von der Auflösung Preußens bis zur Wende

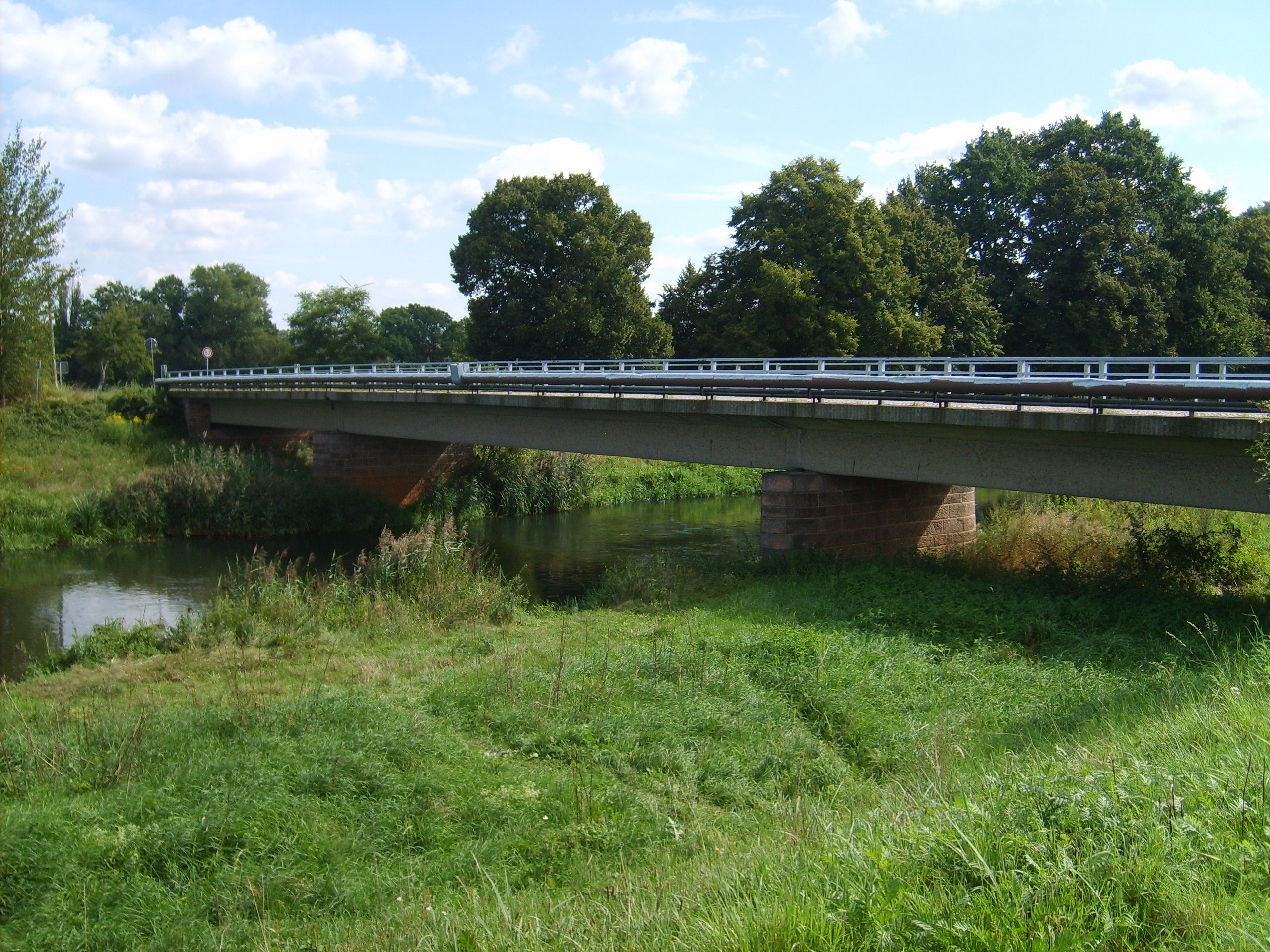
Elsterbrücke

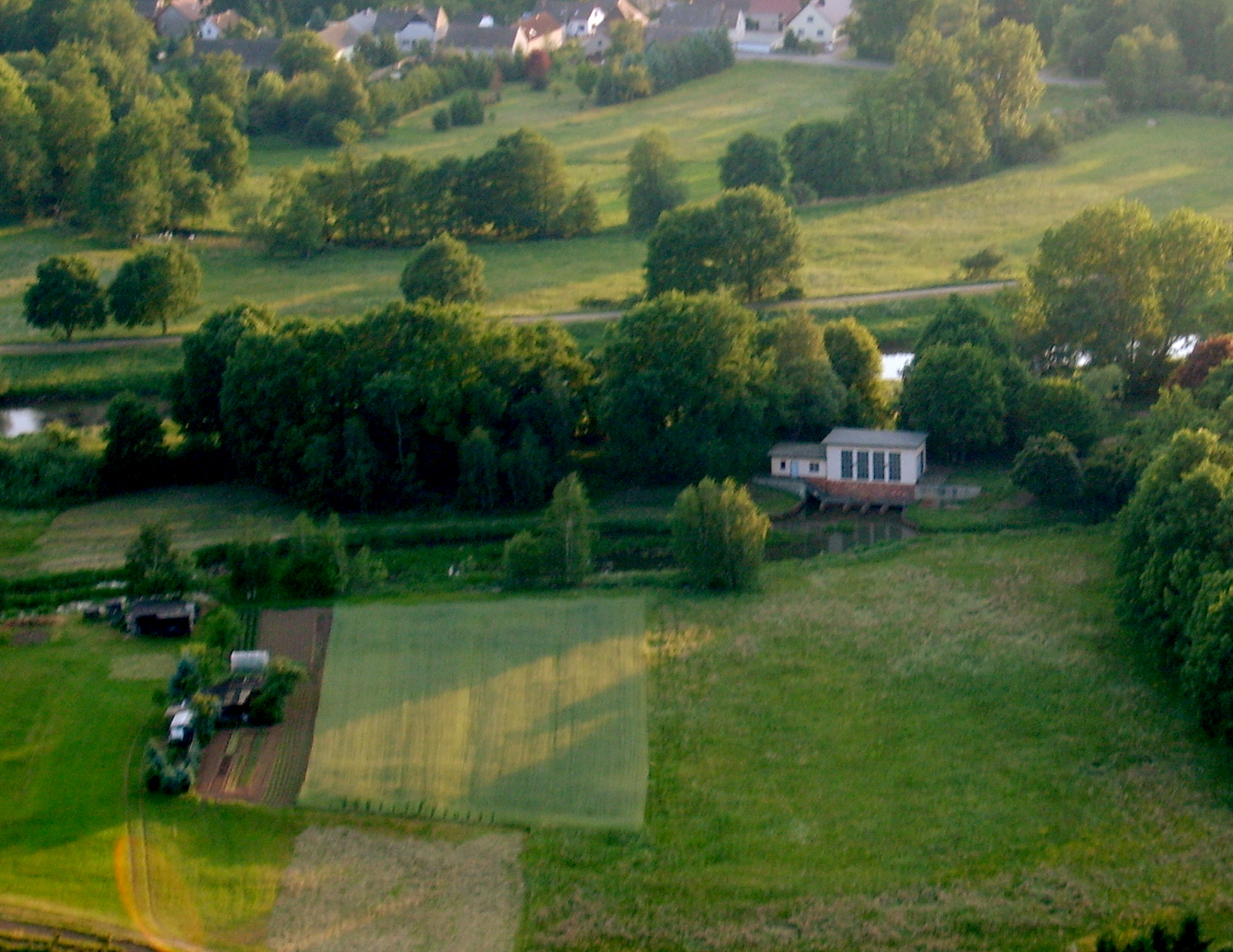
Schöpfwerk an der Schwarzen Elster

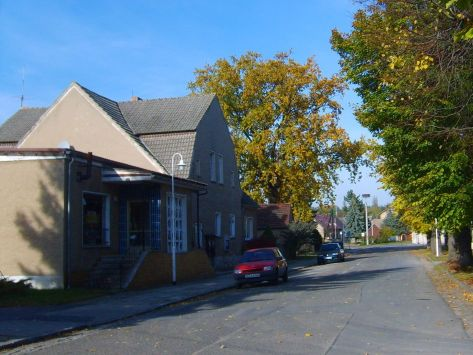
Ehemaliger Dorf-Konsum mit dem alten Schulgebäude des Ortes

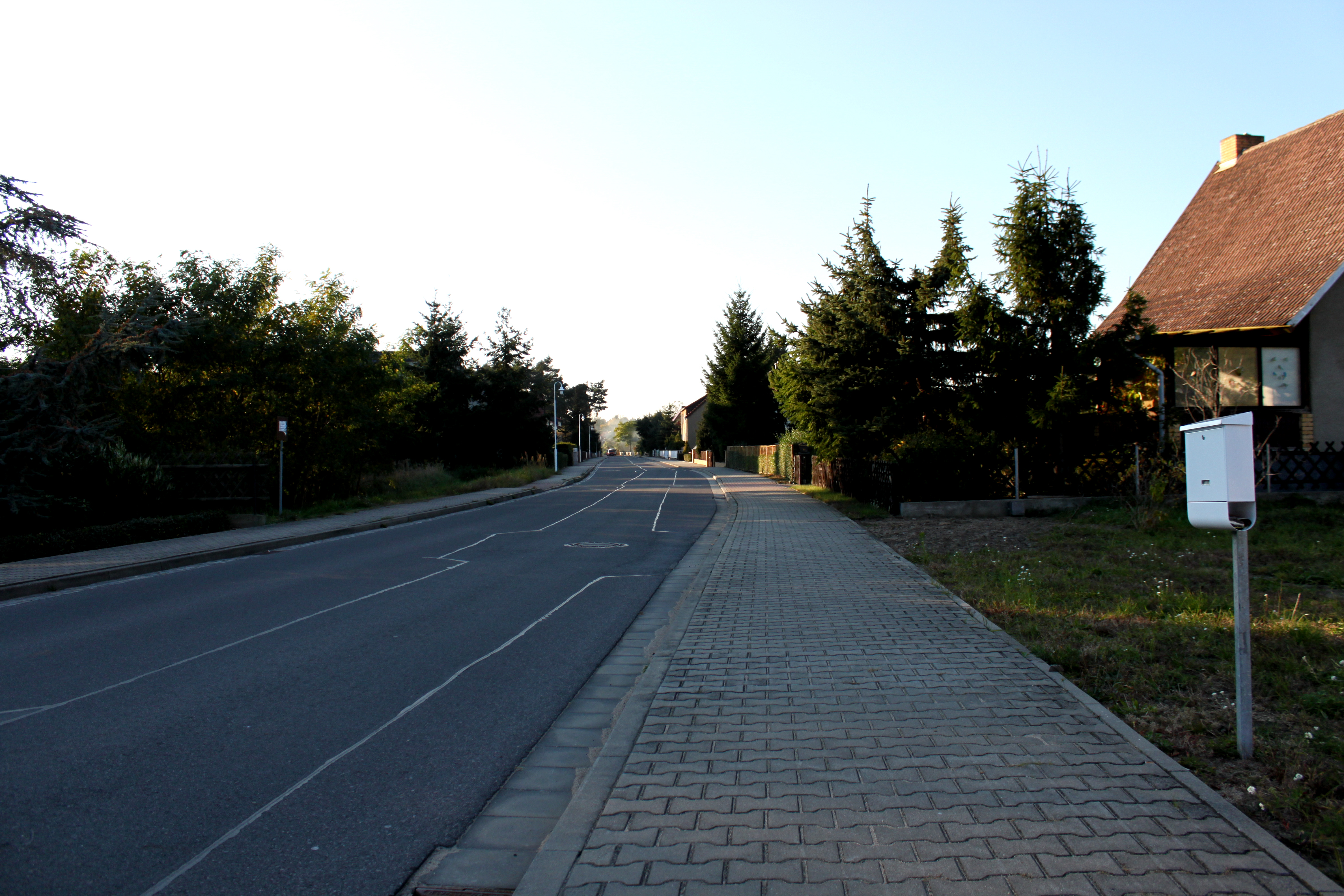
Elsterwerdaer Straße

Im Februar 1947 verfügte der Alliierte Kontrollrat die formelle Auflösung Preußens. Haida gehörte nun zum neu gegründeten Land Sachsen-Anhalt. Im Jahr 1952 wurde das Land allerdings im Rahmen der Verwaltungsreform in der 1949 entstandenen DDR wieder aufgelöst und Haida befand sich nach der Gründung der Bezirke bis zur Wiedervereinigung 1990 im Bezirk Cottbus.
Im Jahr 1954 erfolgte der Bau der Friedhofshalle im Rahmen des Nationalen Aufbauwerks unter Verwendung der Steine des im selben Jahr umgelegten Schornsteins der alten, 1932 geschlossenen Haidaer Ziegelei. Eine 1950 als Ersatz für die am Ende des Zweiten Weltkrieges zerstörte Elsterbrücke errichtete Holzbrücke über die Schwarze Elster wurde 1959 durch eine noch bestehende Betonbrücke ersetzt. Die Bauarbeiten führte der VEB Bau Elsterwerda aus. Für den mit 210.000 DM veranschlagten Bau wurden 50 Tonnen Stahl, 150 Tonnen Zement und 500 Kubikmeter Kies verarbeitet.
In den 1960er-Jahren errichtete man unweit der Brücke gegenüber der Mündung der Großen Röder ein Schöpfwerk, das wichtigste Hochwasserschöpfwerk im Teilentwässerungsgebiet Elsterwerda – Plessa nördlich des Flusses. Es dient der Regulierung der Hochwasserstände des Haida-Plessaer Binnengrabens und des Thaugrabens, die beide durch das Stadtgebiet von Elsterwerda fließen. Der Bau der Anlage war zur Verhinderung weiterer Hochwasserschäden in den anliegenden Fluren, wie sie vorher aufgetreten waren, notwendig. Sobald die Schwarze Elster einen höheren Wasserstand als der Binnengraben hatte, mussten die Schleusen geschlossen werden, wodurch sich das Wasser des Binnengrabens zu einem riesigen See anstaute.
Am 1. April 1974 wurde das benachbarte Würdenhain nach Haida eingemeindet. In der Folgezeit kam es zu weiteren Verbesserungen der Infrastruktur im Ort. So wurde noch in den 1970er-Jahren eine Konsum-Verkaufsstelle am Dorfplatz eröffnet. Mit Hilfe der Einwohner konnten später Vorhaben, wie der Bau einer neuen zentralen Trinkwasserversorgung und die Errichtung einer Gemeinschaftsantennenanlage realisiert werden. Außerdem wurde in unmittelbarer Nähe des Kindergartens und der örtlichen Schwesternstation eine Kinderkrippe eingerichtet. Dort befindet sich gegenwärtig die Kindertagesstätte Sonnenschein.

### Jüngere Vergangenheit
Nach der politischen Wende kam es am 15. Januar 1992 zunächst zur Bildung des Amtes Röderland, das aus den Gemeinden Haida mit dem Ortsteil Würdenhain und den umliegenden Dörfern Prösen, Reichenhain, Saathain, Stolzenhain und Wainsdorf bestand. Das Dorf gehörte bis zur Kreisgebietsreform in Brandenburg im Jahre 1993 zum Landkreis Bad Liebenwerda, der am 6. Dezember 1993 zusammen mit den Landkreisen Herzberg und Finsterwalde den Landkreis Elbe-Elster bildete. Die Gemarkung des Ortes hatte gemeinsam mit dem damaligen Ortsteil Würdenhain im Jahre 1995 eine Fläche von etwa elf Quadratkilometern. Am 26. Oktober 2003 folgte im Zuge der Gemeindegebietsreform im Land Brandenburg der Zusammenschluss der amtsangehörigen Dörfer zur amtsfreien Gemeinde Röderland und Haida verlor seine kommunale Eigenständigkeit.
In den letzten Jahren kam es in Haida im Zuge der Dorferneuerung zu mehreren Modernisierungsmaßnahmen. So entstanden in unmittelbarer Nähe des Sportplatzes das Bürgerhaus sowie ein neues Feuerwehrhaus. Außerdem wurde im Jahre 2008 eine zentrale Abwasserleitung verlegt und im Oktober 2010 ein neuer Spielplatz am Bürgerhaus eingeweiht.

### Bevölkerungsentwicklung
1835 hatte das Dorf 21 Wohnhäuser mit 123 Einwohnern. Mit der Inbetriebnahme der Eisenbahnstrecken und Errichtung der ersten Industriebetriebe in der Region um die Jahrhundertwende stieg auch die Einwohnerzahl Haidas, die sich innerhalb weniger Jahrzehnte mehr als verdoppelte. Nach dem Zweiten Weltkrieg stieg die Einwohnerzahl Haidas durch den Zuzug von Vertriebenen im Jahre 1946 bis auf 799 an. Nachdem sie in der Folgezeit bis 1971 auf 694 gesunken war, erreichte sie in Haida bei der Deutschen Wiedervereinigung 1990 mit 848 ihren Höchststand. Bis 2010 sank die Zahl vor allem infolge eines Geburtenknicks in den neuen Bundesländern während der 1990er Jahre sowie einer starken Abwanderung auf 574.
| Einwohnerentwicklung von 1875 bis 2010 | Einwohnerentwicklung von 1875 bis 2010 | Einwohnerentwicklung von 1875 bis 2010 | Einwohnerentwicklung von 1875 bis 2010 | Einwohnerentwicklung von 1875 bis 2010 | Einwohnerentwicklung von 1875 bis 2010 | Einwohnerentwicklung von 1875 bis 2010 | Einwohnerentwicklung von 1875 bis 2010 | Einwohnerentwicklung von 1875 bis 2010 | Einwohnerentwicklung von 1875 bis 2010 | Einwohnerentwicklung von 1875 bis 2010 | Einwohnerentwicklung von 1875 bis 2010 | Einwohnerentwicklung von 1875 bis 2010 | Einwohnerentwicklung von 1875 bis 2010 |
| Jahr                                   | Einwohner                              |                                        | Jahr                                   | Einwohner                              |                                        | Jahr                                   | Einwohner                              |                                        | Jahr                                   | Einwohner                              |                                        | Jahr                                   | Einwohner                              |
| -------------------------------------- | -------------------------------------- | -------------------------------------- | -------------------------------------- | -------------------------------------- | -------------------------------------- | -------------------------------------- | -------------------------------------- | -------------------------------------- | -------------------------------------- | -------------------------------------- | -------------------------------------- | -------------------------------------- | -------------------------------------- |
| 1875                                   | 174                                    |                                        | 1946                                   | 799                                    |                                        | 1989                                   | 835                                    |                                        | 1995                                   | 800                                    |                                        | 2001                                   | 789                                    |
| 1890                                   | 181                                    |                                        | 1950                                   | 787                                    |                                        | 1990                                   | 848                                    |                                        | 1996                                   | 786                                    |                                        | 2002                                   | 758                                    |
| 1910                                   | 250                                    |                                        | 1964                                   | 684                                    |                                        | 1991                                   | 814                                    |                                        | 1997                                   | 800                                    |                                        | 2006                                   | 665                                    |
| 1925                                   | 430                                    |                                        | 1971                                   | 694                                    |                                        | 1992                                   | 802                                    |                                        | 1998                                   | 804                                    |                                        | 2009                                   | 580                                    |
| 1933                                   | 531                                    |                                        | 1981                                   | 803                                    |                                        | 1993                                   | 807                                    |                                        | 1999                                   | 805                                    |                                        | 2010                                   | 574                                    |
| 1939                                   | 594                                    |                                        | 1985                                   | 807                                    |                                        | 1994                                   | 785                                    |                                        | 2000                                   | 799                                    |                                        |                                        |                                        |

## Politik

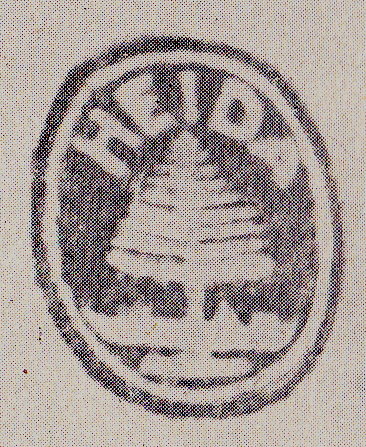
Dorfsiegel 18./19. Jahrhundert

### Ortsteilvertretung
Seit dem Zusammenschluss mit den umliegenden Dörfern Prösen, Reichenhain, Saathain, Stolzenhain, Wainsdorf und Würdenhain am 26. Oktober 2003 ist Haida ein Ortsteil der Gemeinde Röderland. Vertreten wird es nach der Hauptsatzung der Gemeinde durch den Ortsvorsteher und einen dreiköpfigen Ortsbeirat.
Ortsvorsteherin ist gegenwärtig Christina Hagen (Wählergemeinschaft Haida), die ihr Büro im Gebäude des ehemaligen Kindergartens hat. Vertreten wird sie durch Olaf Brößgen (Wählergemeinschaft Haida). Ein weiteres Mitglied des Ortsbeirats ist Dirk Brochwitz (Wählergemeinschaft Haida).

### Wappen und Siegel
Der heutige Ortsteil Haida führt laut Satzung der Gemeinde Röderland kein eigenes Wappen.
Von Haida ist allerdings ein altes Dorfsiegel erhalten geblieben, das wie die meisten der wenigen bekannten Dorfsiegel des Altkreises Bad Liebenwerda vermutlich in der ersten Hälfte des 19. Jahrhunderts entstand. In der Mitte des Siegels befindet sich eine Fichte und an deren Fuß ein Kahn. In der Umschrift des hochovalen Siegels steht in einer früheren Schreibweise der Ortsname „Heida“.

## Kultur und Sehenswürdigkeiten

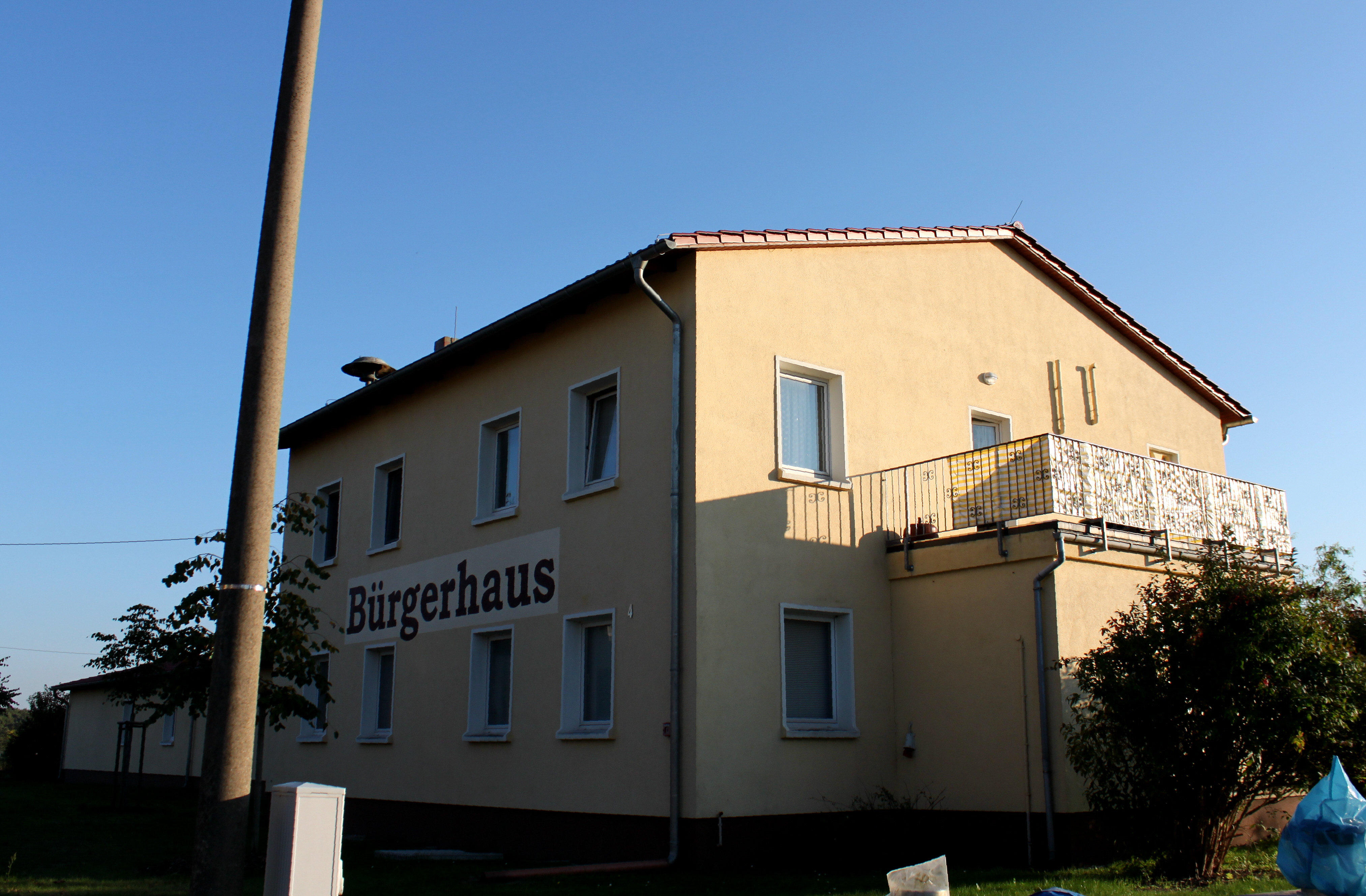
Bürgerhaus

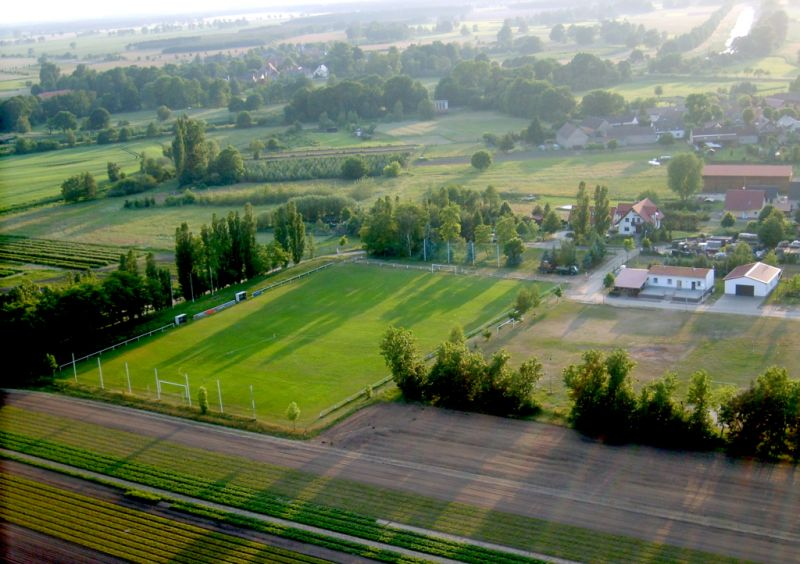
Haidaer Sportplatz

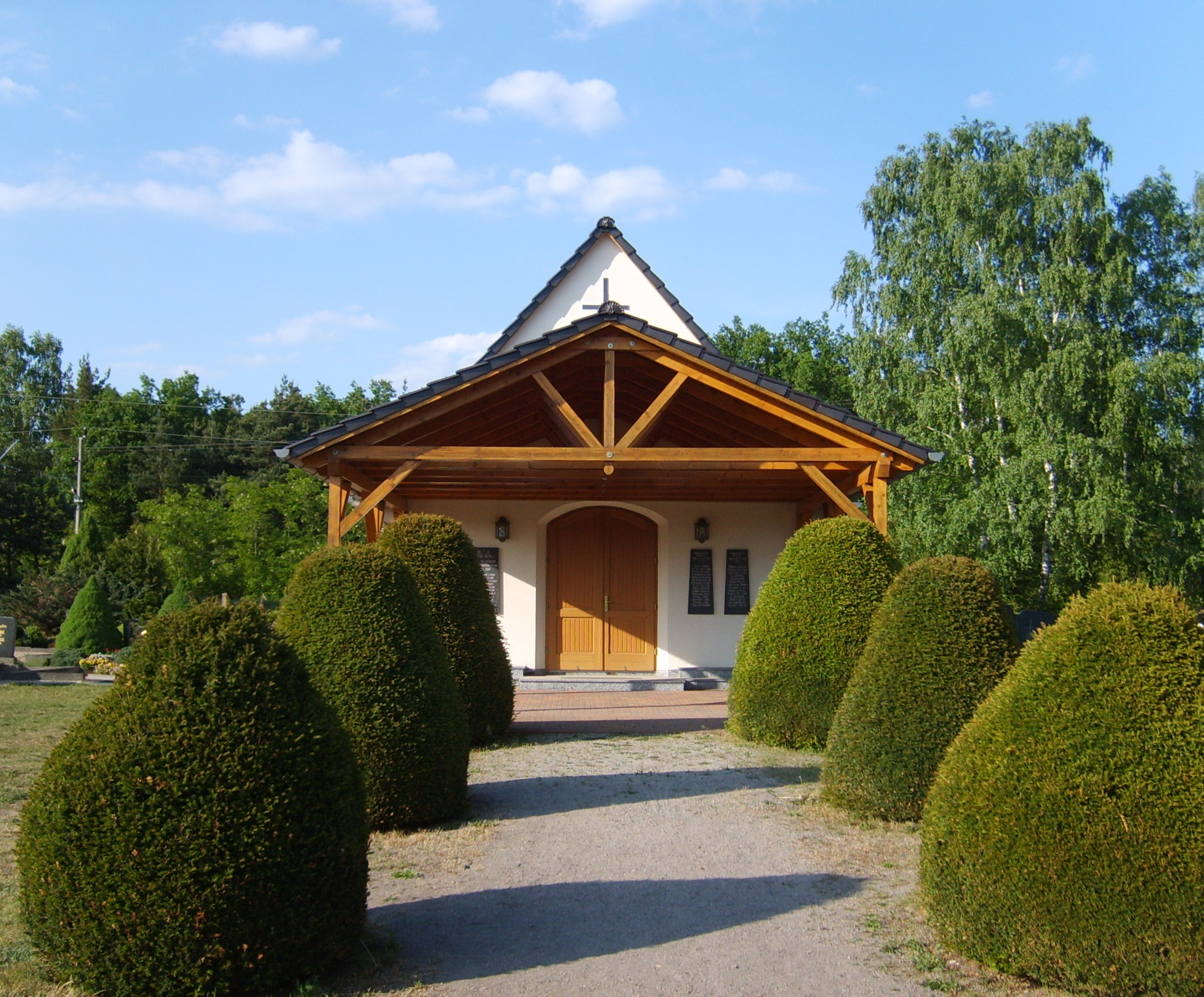
Die 1954 errichtete Friedhofshalle

### Freizeit und Tourismus
Am Haidaer Sportplatz steht ein am 3. Dezember 2004 eröffnetes Bürgerhaus. Ausgestattet mit einer Kegelbahn kann das Gebäude zu gesellschaftlichen und sportlichen Anlässen genutzt werden. Aktive Vereine sind unter anderem der SV Diana Haida mit den Abteilungen Fußball, Kegeln, Tischtennis und Gymnastik, die Landfrauengruppe sowie der Angelsportvereins Hecht 90 e. V., dessen Vereinsheim sich an einem 0,37 Hektar großen Angelteich im einstigen Haidaer Ortsteil Würdenhain befindet. Unmittelbar neben dem Bürgerhaus befindet sich das Feuerwehrhaus der Freiwilligen Feuerwehr. Der Haidaer Jugendclub nutzt Räume im Gebäude des ehemaligen Kindergartens am Dorfplatz.
Alljährlicher sportlicher Höhepunkt ist das Sportfest im Juli. Weitere traditionelle Veranstaltungen sind unter anderem das Osterfeuer, das Erntedankfest der Röderländer Landfrauengruppe sowie der am ersten Sonntag im Dezember stattfindende Weihnachtsmärchenmarkt.
Ferienzimmer und -wohnungen gibt es bei privaten Anbietern. Ein privat geführter Zeltplatz umfasst etwa 5000 Quadratmeter.
Mehrere befestigte Radwege entlang der Schwarzen Elster verbinden Haida mit den Sehenswürdigkeiten des Umlandes, dem Naturpark Niederlausitzer Heidelandschaft und der etwa acht Kilometer östlich gelegenen Niederung des Schradens. Mit der Tour Brandenburg führt der mit 1111 Kilometern längste Radfernweg Deutschlands am Dorf vorbei. Weitere Radrouten sind der Fürst-Pückler-Radweg, der unter dem Motto 500 Kilometer durch die Zeit in die Projektliste der Internationalen Bauausstellung Fürst-Pückler-Land aufgenommen wurde und der 108 Kilometer lange Schwarze-Elster-Radweg. Das Waldbad Zeischa, wo sich ein weiterer Campingplatz mit 137 Stellplätzen und Mietbungalows befindet, liegt etwa zwei Kilometer nordwestlich der Haidaer Ortslage.

### Denkmäler
Links und rechts des Eingangs der Haidaer Friedhofshalle befinden sich Tafeln mit elf Namen der im Ersten Weltkrieg und neunundzwanzig der im Zweiten Weltkrieg gefallenen Dorfbewohner.

### Sagen
Die Niederung der Schwarzen Elster gilt als sehr sagenreich. Der Fluss, der einst in zahlreichen gewundenen Fließen durch das Tal floss, so dass die Region dem Spreewald ähnelte, bot der Phantasie der Menschen reichlich Stoff. Wassermänner, Nixen, Kobolde und Irrlichter tummelten sich dort. Allerdings regte auch das große Waldgebiet nördlich des Dorfes mit der Liebenwerdaer und der einstigen Haidaer Heide, die noch auf Karten des 19. Jahrhunderts verzeichnet ist, die Phantasie der Menschen an.
So erzählt die Sage Das funkelnde Goldstück von drei Würdenhainer Korbmachern, die ihre Ware in das wegen seiner vielen Korbmacher in früherer Zeit auch als Koberwalke bekannte Kraupa geliefert hatten. Als sie dort bis spät in die Nacht Karten gespielt hatten, gingen sie auf dem Waldweg zwischen Kraupa und Haida nach Hause. An einer alten Lehmgrube sahen sie unter einem Strauch etwas Funkelndes. Als sie danach griffen, stellte sich das Funkeln allerdings als Laubfrösche heraus. Einer der Korbmacher ließ sich nicht beirren und steckte einen der Frösche in seine Tasche. Zu Hause angekommen, zog er stattdessen freudestrahlend einen Golddukaten heraus. Vergeblich liefen seine beiden Begleiter zurück, um es ihm gleichzutun.

## Wirtschaft und Infrastruktur

### Wirtschaft und Verkehr

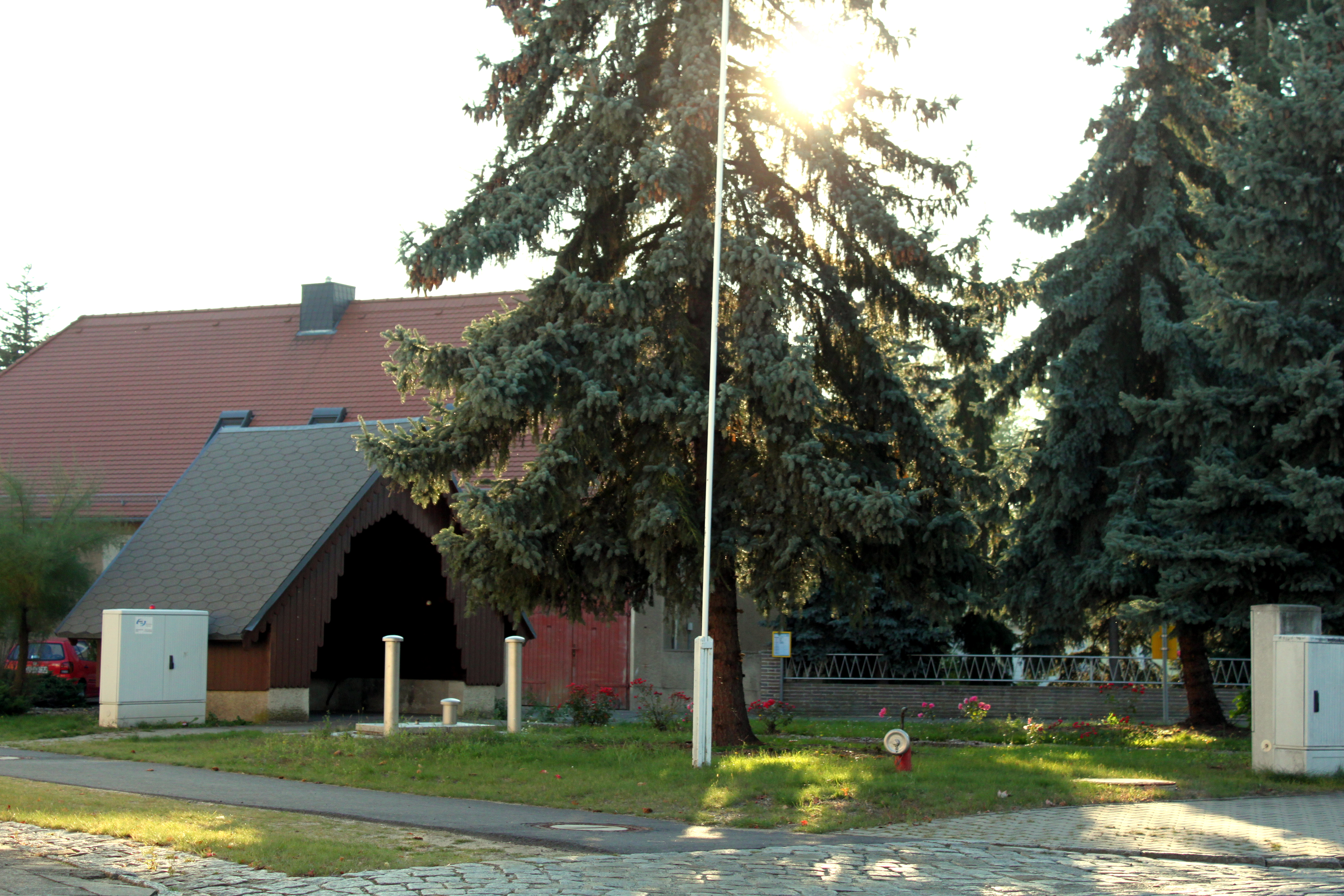
Bushaltestelle in der Haidaer Ortsmitte

Haida befindet sich an der Bahnstrecke Węgliniec–Roßlau. Den Ort tangieren die Bundesstraße 101 und die Landesstraße 593. Die nächstgelegenen Bahnhöfe befinden sich in Elsterwerda (Bahnstrecken Berlin–Dresden und Riesa–Elsterwerda) sowie in Biehla (Bahnstrecke Węgliniec–Falkenberg/Elster). Außerdem ist Haida durch Busverbindungen an den öffentlichen Nahverkehr angeschlossen.
Der Ortsteil verfügt über ein 27 Hektar großes Gewerbegebiet, das sich nördlich des Dorfes in unmittelbarer Nähe der Bundesstraße 101 befindet. Nahe der Haidaer Kiesgrube gelegen, ist es für Baustoffindustrie und -handel besonders interessant. Auf dem Gelände haben sich bisher unter anderem ein Betonhersteller, ein Transportunternehmen, eine Baufirma und ein Autohaus angesiedelt. Außerdem sind im Ort weitere mittelständische Unternehmen ansässig. Auf dem etwa zwei Kilometer westlich der Haidaer Ortslage gelegenen Gelände eines nach der Wende geschlossenen Betonwerks befindet sich seit 2001 mit der STABAU GmbH ein Tochterunternehmen der holländischen Heuvelmans Group. Die Firma, die mit dem Handel von Stahl- und Bauprofilen Zulieferer des europäischen Hoch-, Tief- und Spezialtiefbaus ist, nutzt in Haida etwa 80.000 Quadratmeter Lagerfläche.

### Haltepunkt Haida (Oberlausitz)

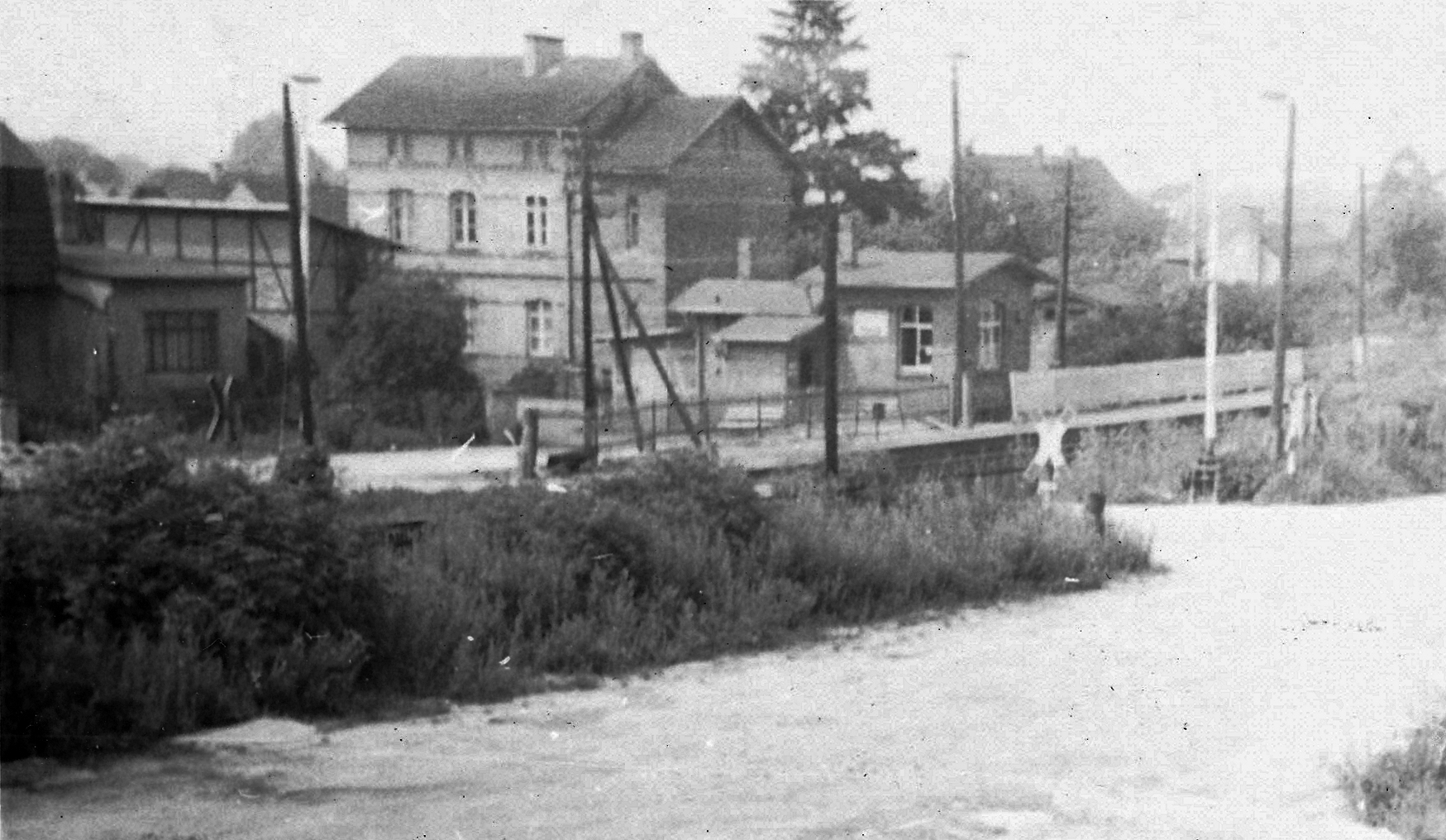
Der Haidaer Haltepunkt um 1980

In Haida befindet sich an der Bahnstrecke Węgliniec–Roßlau ein ehemaliger Haltepunkt. Die Strecke wurde 1874 von der Oberlausitzer Eisenbahn-Gesellschaft in Betrieb genommen. Der Haltepunkt war, wie auch der wenige Kilometer östlich gelegene Haltepunkt Kahla, bei einer Umbenennung im Jahre 1935 irrtümlich mit dem Zusatz (Oberlausitz) versehen worden. Vorher hieß er Haida (Oberlaus).
Tatsächlich gehört Haida als ehemaliges Amtsdorf von Mühlberg zum Elbe-Elster-Gebiet. Die westliche Grenze der Oberlausitz verläuft östlich des Schradens.
Die durch den Ort führende Bahnstrecke wurde in den 1980er Jahren modernisiert. Nach der Verlegung eines zweiten Gleises kam die Elektrifizierung. Wie in weiteren Orten an der Strecke war in Haida ein neuer Bahnsteig für die Gegenrichtung notwendig geworden. Zum Haltepunkt gehörte neben einem Schrankenwärterhäuschen mit Wartehalle ein zweigeschossiges Bahnwärterhaus mit Wohnungen für die Reichsbahn-Bediensteten, das sich heute in Privatbesitz befindet. Mit der Einrichtung einer Halbschranke im Jahre 1982 wurde am Haidaer Haltepunkt der örtliche Fahrkartenverkauf im Zuge von Rationalisierungsmaßnahmen eingestellt. Zum Fahrplanwechsel 1996/97 wurde der Haltepunkt geschlossen.

### Haidaer Kiese und Sande

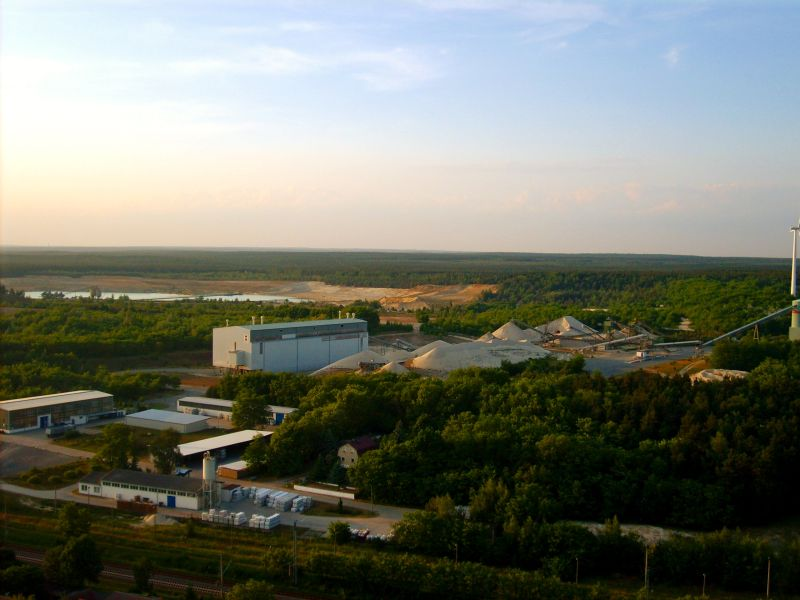
Kieswerk Haida

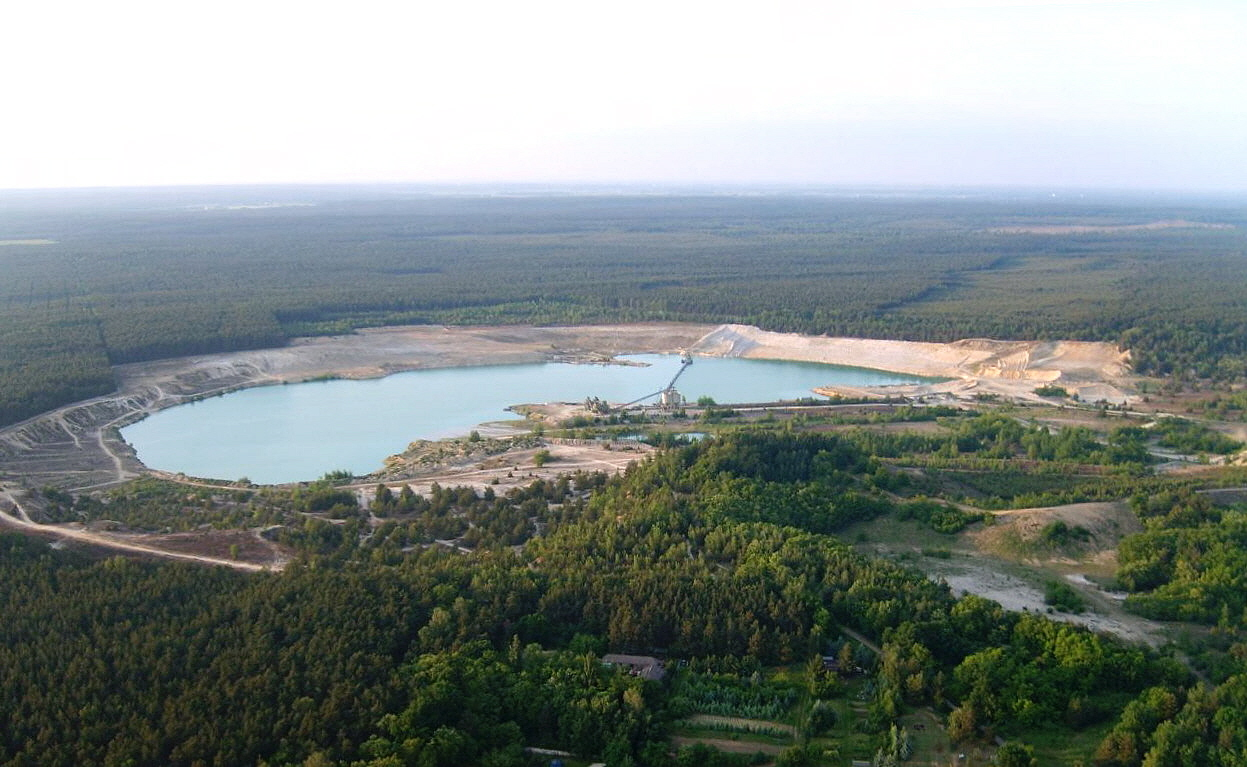
Haidaer Kiesgrube

Bereits in Karten aus dem 17. Jahrhundert ist der in Haida vorkommende Rohstoff Lehm verzeichnet. Kurz vor Ende des 19. Jahrhunderts begann der großflächige industrielle Abbau der Lehm-, Kies- und Sandvorkommen. Im Jahre 1890 erwarben der Formsandgrubenbesitzer Leberecht Birnstengel und Hermann Köster aus Elsterwerda den Horkenplan im Haidaer Weinanbaugelände. Bald erhielten sie die Baugenehmigung für einen Ziegelringbrennofen, der als Zickzack-Ringofen mit elf Einzelkammern einen kontinuierlichen Betrieb ermöglichte. Daneben wurden eine Ziegelsteinpresse, ein Trockenschuppen sowie ein 26 Meter hoher Schornstein gebaut.
Die Haidaer Lehmvorräte erwiesen sich aber bald als unzureichend. Außerdem waren sie durch Mergel und Kohle verunreinigt, sodass die produzierten Mauersteine zum Teil auseinanderplatzten. Die Ziegelei wurde einige Jahre vor dem Ersten Weltkrieg an den aus Berlin stammenden preußischen Hoflieferanten Franz Heiligendorff verkauft, der sich auf die Ausbeutung der Sand- und Kiesvorkommen verlegte. Der von der Firma Schüler und Heiligendorff KG geförderte Sand wurde unter anderem an die deutsche Rüstungsindustrie sowie an Stahl- und Eisengießereien geliefert. Der Transport erfolgte meist mit der Eisenbahn, zunächst ab Elsterwerda, später vom Anschlussgleis der Zeischaer Firma Weiland. 1924 übernahm Eduard Ratz den Betrieb. Er legte 1932 den Ziegelofen still und baute eine moderne Sieberei auf, die mit ihrer Fassade in der Niederung bis zu ihrem Abriss Anfang der neunziger Jahre weithin sichtbar war. Der Betrieb erhielt einen eigenen Bahnanschluss, der die Beladung von 15 bis 20 Waggons ermöglichte.
Kurz nach dem Zweiten Weltkrieg wurde das Kieswerk am 30. September 1945 in Volkseigentum überführt. 1958 erfolgte der Zusammenschluss des Werkes mit der Plessaer Ziegelei und der Firma Tonwaren Hohenleipisch. Ab 1964 führte der Betrieb, der nun dem Bezirksbauamt Cottbus unterstellt war, die Bezeichnung VEB Elsterwerdaer Kies- und Sandwerke. Sechs Jahre später gründete man das VE Baustoffkombinat Cottbus für Zuschlagstoffe und Kalksandsteine, dessen Sitz sich in Haida befand. Der Betrieb wurde mit dem Bau weiterer Produktionsanlagen ständig vergrößert, so dass der Eisenbahnanschluss des Werkes Ende der 1980er Jahre von zwei auf vier Gleise mit einer 15-kV-Fahrleitung erweitert werden musste. Im Kieswerk waren zwei Diesellokomotiven V 18 und V 21 in Betrieb. Mit täglich drei Zügen wurde der Anschlussbahnhof von Elsterwerda-Biehla aus bedient.
Mit der nach der Wende einsetzenden Marktwirtschaft wurden die Haidaer Kieswerke in die ZuS Zuschlagstoffe und Spezialsande GmbH umgewandelt, von der die Firma Silex Normkies Speyer 1991 Geschäftsanteile erwarb. Es folgten umfangreiche Investitionen. Da der Transport nun über die Straße abgewickelt werden konnte, wurde der Bahnanschluss 1997 geschlossen und später zurückgebaut. Im April 1996 nahm ein neu errichtetes Spezialsandwerk in Haida den Betrieb auf. Gegenwärtig gehört das Kieswerk zur Unternehmensgruppe Wolff & Müller mit Hauptsitz in der baden-württembergischen Landeshauptstadt Stuttgart. Das Werk beschäftigte nach eigenen Angaben im April 2010 etwa 30 Mitarbeiter in Haida.

### Haidaer Forstbaumschulen

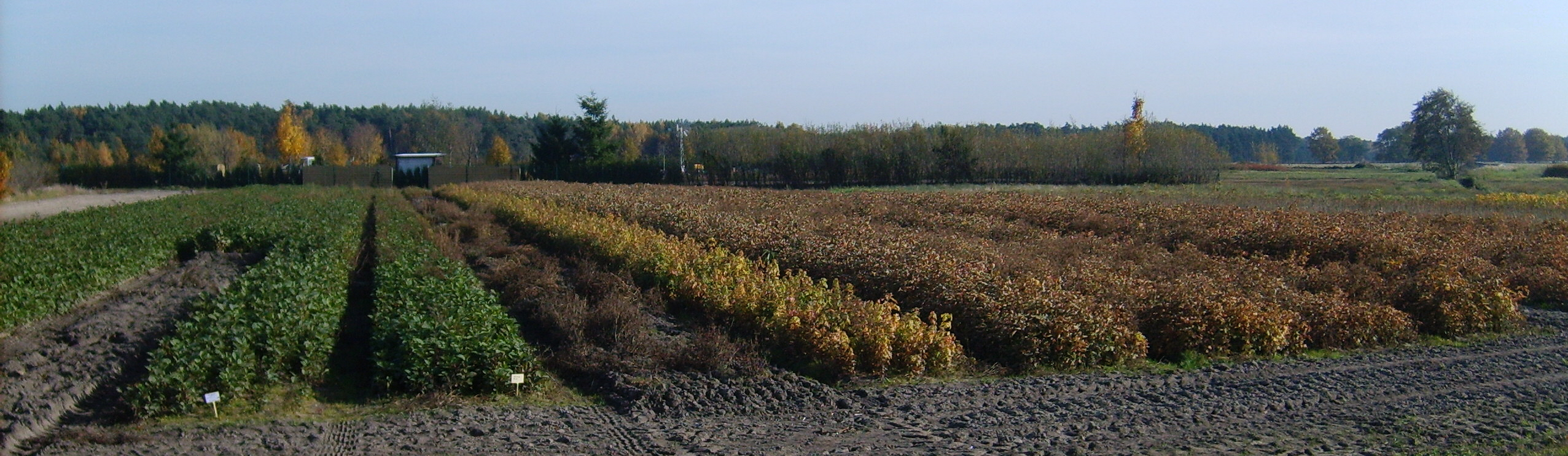
Baumschulen-Feld bei Haida

Haida gilt als Wiege der Forstbaumschulen im Altkreis Liebenwerda. 1875 gründete dort der dreiunddreißigjährige Landwirt Traugott Schmidt die erste Baumschule des Altkreises zum Nebenerwerb. Zunächst sammelten er und seine zahlreichen Kinder Kiefernzapfen. Die daraus gewonnenen Samen säte er im Frühjahr auf Kahlflächen östlich der ehemaligen Haidaer Weinberge, am sogenannten Quall, aus.
Nach Schmidt, der am 1. August 1902 im Alter von sechzig Jahren verstarb, begannen bald weitere Haidaer mit der Kiefernanzucht und verkauften die Pflanzen an Forstämter, Förstereien und Bauern. Neben Kiefern boten sie auch andere Nadel- und Laubgehölze an. Noch Mitte der 1950er Jahre waren 40 der etwa 100 im Kreis ansässigen Züchter aus Haida. Davon waren viele Betriebe wie in Biehla, Zeischa und Bad Liebenwerda noch im Besitz der Familie Schmidt. In der wenige Kilometer westlich gelegenen Kurstadt Bad Liebenwerda gilt die 1844 in Haida geborene Wilhelmine Schmidt, die 1874 den Handelsmann Julius Kloss heiratete, als Begründerin der dortigen Baumschulen.
1962 wurde in Haida die LPG Grüne Tanne zur genossenschaftlichen Anzucht von Forstpflanzen gegründet. Gegenwärtig führt die Forstbaumschule Grüne Tanne Haida GmbH diese Tradition fort. Der Betrieb produziert auf einer Fläche von etwa 28 Hektar Größe vorwiegend Forst- und Landschaftsgehölze. Die in Haida gezogenen Pflanzen zeichnen sich auf Grund der klimatischen Bedingungen und der geringen Bodenwertzahlen durch ein gutes Wurzelsprossverhältnis und einen hohen Feinwurzelanteil aus.

### Bildung
Die Gemeinde Haida baute 1912 auf dem Dorfanger ein eigenes Schulhaus, bildete aber mit Würdenhain, wo die Kinder des Ortes zuvor die Schule besucht hatten, weiterhin einen Schulverband, der zunächst auch noch zu DDR-Zeiten als Schulkombinat bestand. Das Schulkombinat wurde später aufgelöst und die Kinder ab 1975 in die Polytechnische Oberschule in Elsterwerda-Biehla eingeschult, die nach der Wende in eine Realschule umgewandelt wurde. Im Jahre 2006 wurde sie aufgelöst; in den Räumen befindet sich jetzt das Grundschulzentrum der Stadt.

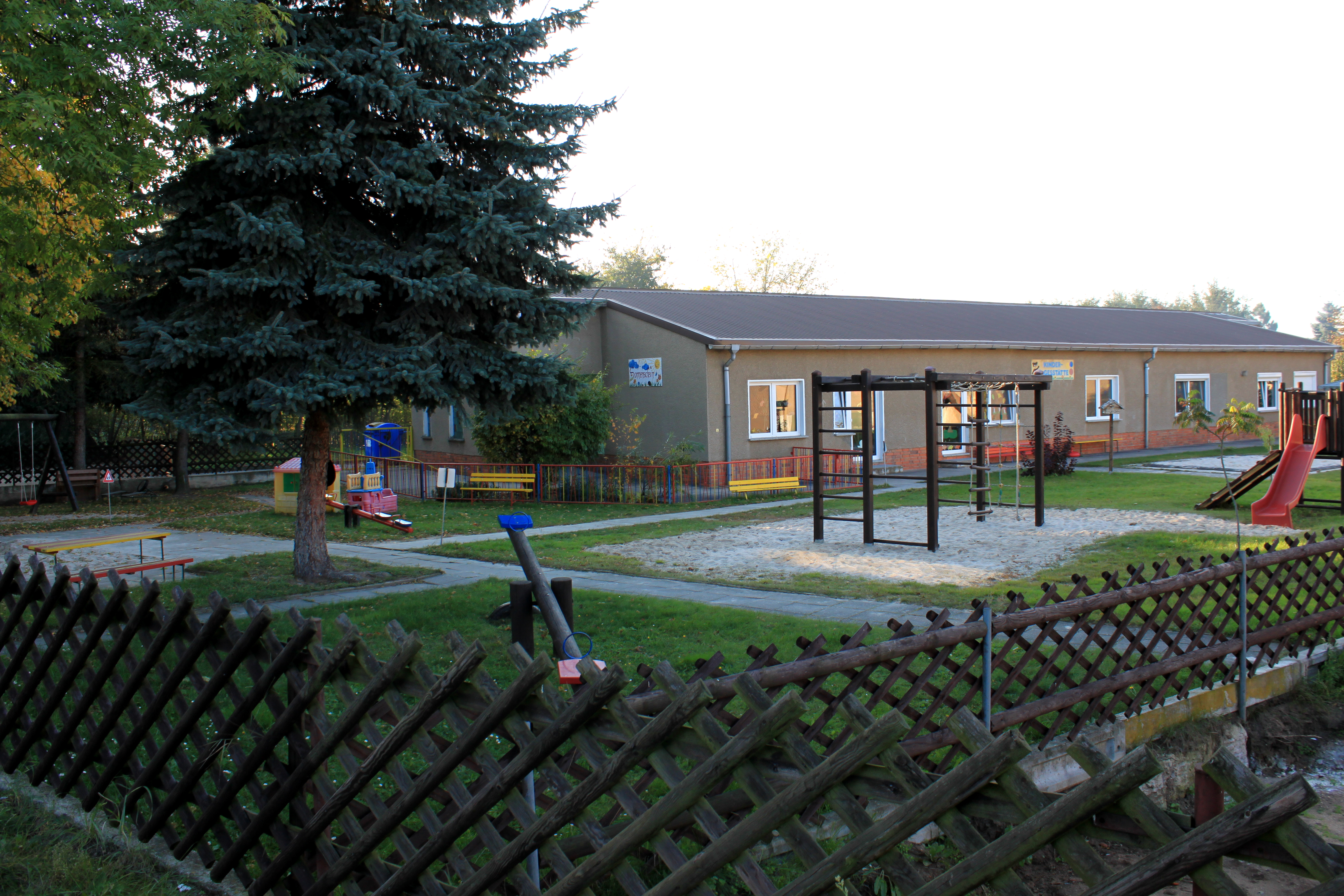
Kindertagesstätte Sonnenschein

Die Schüler des Ortsteils werden gegenwärtig in die Grundschule Prösen eingeschult, die den Status einer Verlässlichen Halbtagesschule besitzt und deren Träger die Gemeinde Röderland ist. In Prösen befindet sich eine Oberschule in privater Trägerschaft. In der sich unmittelbar östlich der Haidaer Ortslage anschließenden Stadt Elsterwerda gibt es eine Oberschule, ein Gymnasium und weitere Bildungseinrichtungen.
Die Kindertagesstätte Sonnenschein bietet 32 Kindern Platz. Zur Einrichtung gehören neben einer Bewegungsbaustelle im Freien speziell eingerichtete Räume für Musik, Sprachen, Werken, Natur und Sport. Bibliotheken gibt es in Prösen, Elsterwerda und Bad Liebenwerda.

### Medien
Monatlich erscheinen in Haida der Gemeindeanzeiger sowie das Amtsblatt für die Gemeinde Röderland. Der Kreisanzeiger des Landkreises Elbe-Elster erscheint nach Bedarf.
Die regionale Tageszeitung im Elbe-Elster-Kreis ist die zur Lausitzer Rundschau gehörende Elbe-Elster-Rundschau mit einer Auflage von etwa 96.000 Exemplaren. Die kostenlosen Anzeigenblätter Wochenkurier und SonntagsWochenBlatt kommen wöchentlich heraus.

## Persönlichkeiten
Haida ist eng mit dem aus Schlesien stammenden Heimatforscher Felix Hoffmann verbunden, der dort seit seiner Umsiedlung lebte. Hoffmann verfasste zahlreiche Beiträge zur Heimatgeschichte der Altkreise Sagan und Bad Liebenwerda. Einige seiner Veröffentlichungen befinden sich im Bestand der Deutschen Nationalbibliothek. 1968 verstarb er im Alter von 72 Jahren in Bad Liebenwerda.
Der Haidaer Horst Krampe veröffentlichte während und nach seiner Lehrtätigkeit in Dresden neben der Fachliteratur auf dem Gebiet der Logistik auch Artikel und Themen zur Heimatforschung.
Ein weiterer Heimatforscher, der Würdenhainer Lehrer Rudolf Matthies, der wie Hoffmann zahlreiche Beiträge zur Heimatgeschichte veröffentlichte, war von 1961 bis zum Eintritt in den Ruhestand Leiter der Schule Haida-Würdenhain.
Der Künstler Heinz-Detlef Moosdorf lebte viele Jahre in Haida. Im Bürgerhaus ist eine Dauerausstellung von ihm zu sehen.